# II Czerwona Brygada Halicka
II Czerwona Brygada Halicka – brygada utworzona po podpisaniu porozumienia pomiędzy Ukraińską Armią Halicką a Armią Czerwoną z I Korpusu Ukraińskiej Armii Halickiej w rejonie Berszady.
Brygada wchodziła w skład Czerwonej Ukraińskiej Armii Halickiej.

## Literatura
- Maciej Krotofil, Ukraińska Armia Halicka 1918-1920, Toruń 2002, ISBN 83-7322-156-5.